# Carl Edward Vuono
Carl Edward Vuono, ameriški general, * 18. oktober 1934, Monongahela, Pensilvanija.
V letih 1987–1991 je bil načelnik Generalštaba Kopenske vojske ZDA.

## Življenjepis
Po diplomiranju leta 1957 na Vojaški akademiji ZDA je pričel vojaško kariero kot časnik poljske artilerije. Opravil je tri ture dolžnosti kot izvršilni častnik artilerijskega bataljona 1. pehotne divizije (1966–1967), izvršilni častnik divizijske artilerije 1. konjeniške divizije (zračnomobilne) (1970) in poveljnik 1. bataljona 77. artilerijskega polka (1970–1971). Pozneje je zasedal različne položaje znotraj Poveljstva za usposabljanje in doktrino Kopenske vojske ZDA; poveljnik slednjega je postal leta 1986. Naslednje leto je postal načelnik Generalštaba Kopenske vojske ZDA, kar je ostal do leta 1991, ko se je upokojil iz aktivne vojaške službe. 
Po upokojitvi se je leta 1993 pridružil privatnemu vojaškemu podjetju Military Professional Resources Inc. (MPRI). Od leta 1999 je bil direktor podjetja. Potem, ko je MPRI junija 2000 prevzela podjetje L-3 Communications, je Vuono prevzel višji menedžerski položaj v slednjem podjetju.
Univerza Shippensburg mu je podelila častni doktorat iz javne uprave.